# صوفيا أدريانا دي بروين
صوفيا أدريانا دي بروين أو صوفيا أدريانا لوبيز سواسو دي بروين (بالهولندية: Sophia Adriana de Bruijn)‏ (من مواليد عام 1816 - والمُتوفاة في عام 1890) هي مؤسسة متحف هولندا في أمستردام.
وُلدت صوفيا في أمستردام كإبنة لعائلة كاثوليكية تحب السفر وجمع التحف واللوحات والمجوهرات. تزوجت في عام 1860 في وقت متأخر نسبيًا من الحياة في إنجلترا من أحد النبلاء الهولنديين جونكير أوغستوس بيتر لوبيز سواسو (1804-1877). كان زوجها عضوًا في الجالية البرتغالية اليهودية في أمستردام، وتحول إلى الكاثوليكية ليتزوجها. بدون أطفال، أمضى الزوجان الكثير من وقت سفرهما وتمكنت صوفيا من الاستمرار في جمعها. تخصصت صوفيا في الفضة المصغرة واحتفظت بها في خزائن كبيرة صُنعت في منزلها، كانت تعرضها لأصدقائها وأقاربها. احتوت المجموعة على 360 قطعة من المجوهرات وبض الصناديق الصغيرة والساعات. استمرت صوفيا في جمع التحف حتى بعد وفاة زوجها في عام 1877. قامت صوفيا بتوثيق كل عملية شراء بعناية، لذلك على سبيل المثال في إحدى كتيباتها، ذكرت تكاليف التنظيف والزبدة بين فواتيرشراء بروش وقرط من أسنان النمر.
تركت صوفيا ثروتها في وصيتها إلى مدينة أمستردام ونصّت على إنشاء متحف باسمها لعرض مجموعتها بتكلفة رسوم دخول واحدة. تم تسمية المتحف باسم متحف سواسو وتم افتتاحه في 14 سبتمبر 1895 في ما يعتبر حاليًا جزء من متحف ستيديليك، ولكن تم تخصيص أربعة غرف فقط لمجموعتها وتم استخدام الباقي لعرض التصميمات الداخلية التي تم إنقاذها من أعمال سابقة لم تُعرض في أمستردام، في متحف ريكز، مثل لوحات فينسنت فان غوخ. في عام 1941 تم التنازل عن رسوم الدخول لأنها كانت مكلفة للغاية.
تُوفيت صوفيا في أمستردام. وعلى الرغم من أنها كانت لا تزال على قيد الحياة عندما بدأ العمل في المتحف، إلا أن أمين متحف ستيديلك قرّر بعد وفاتها بوقت قصير أن مجموعتها لم تكن تستحق متحفًا وبدأ في الحد من المجموعة كثيرًا لإفساح المجال للفن الحديث.

## معرض صور

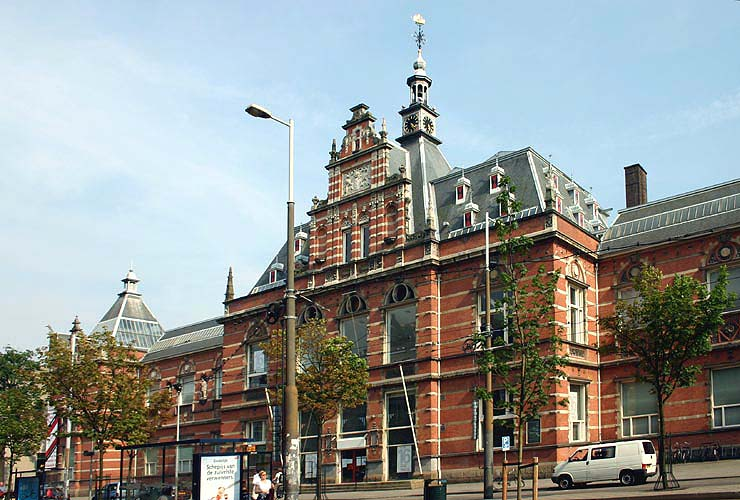
الواجهة الأصلية لمتحف سواسو، التي تعتبر الآن الجزء الخلفي من متحف ستيديليك
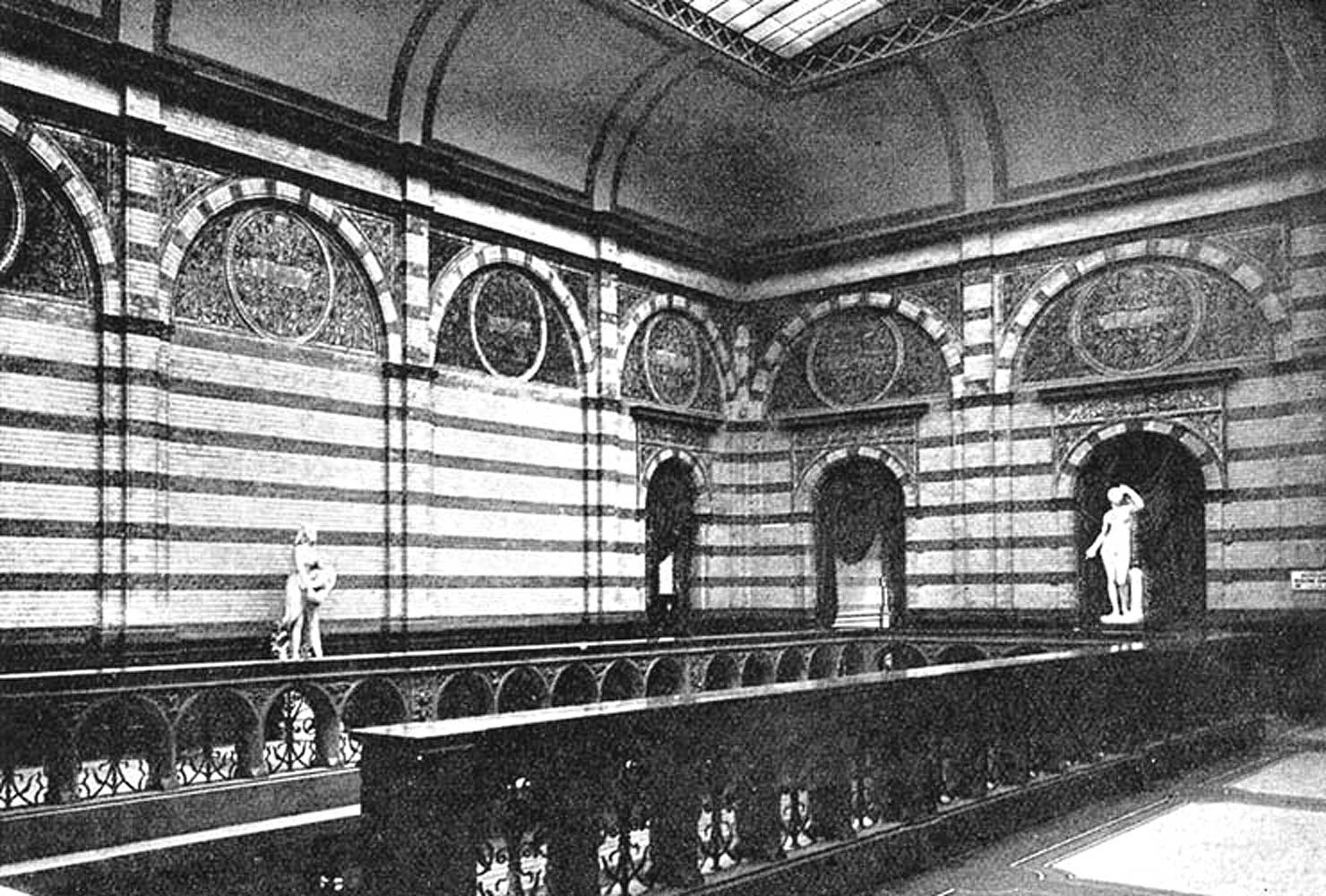
أعلى الدرج المركزي للمتحف في حالته الأصلية
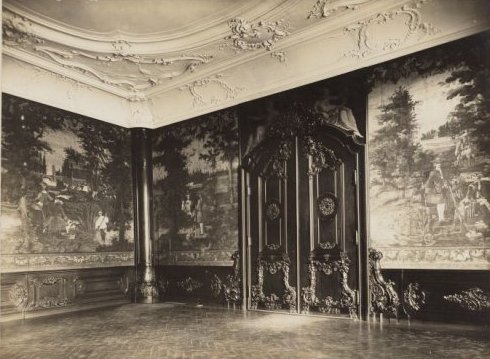
واحدة من أربع غرف "أصلية" أُعيد بناؤها